# Malarz Amazisa

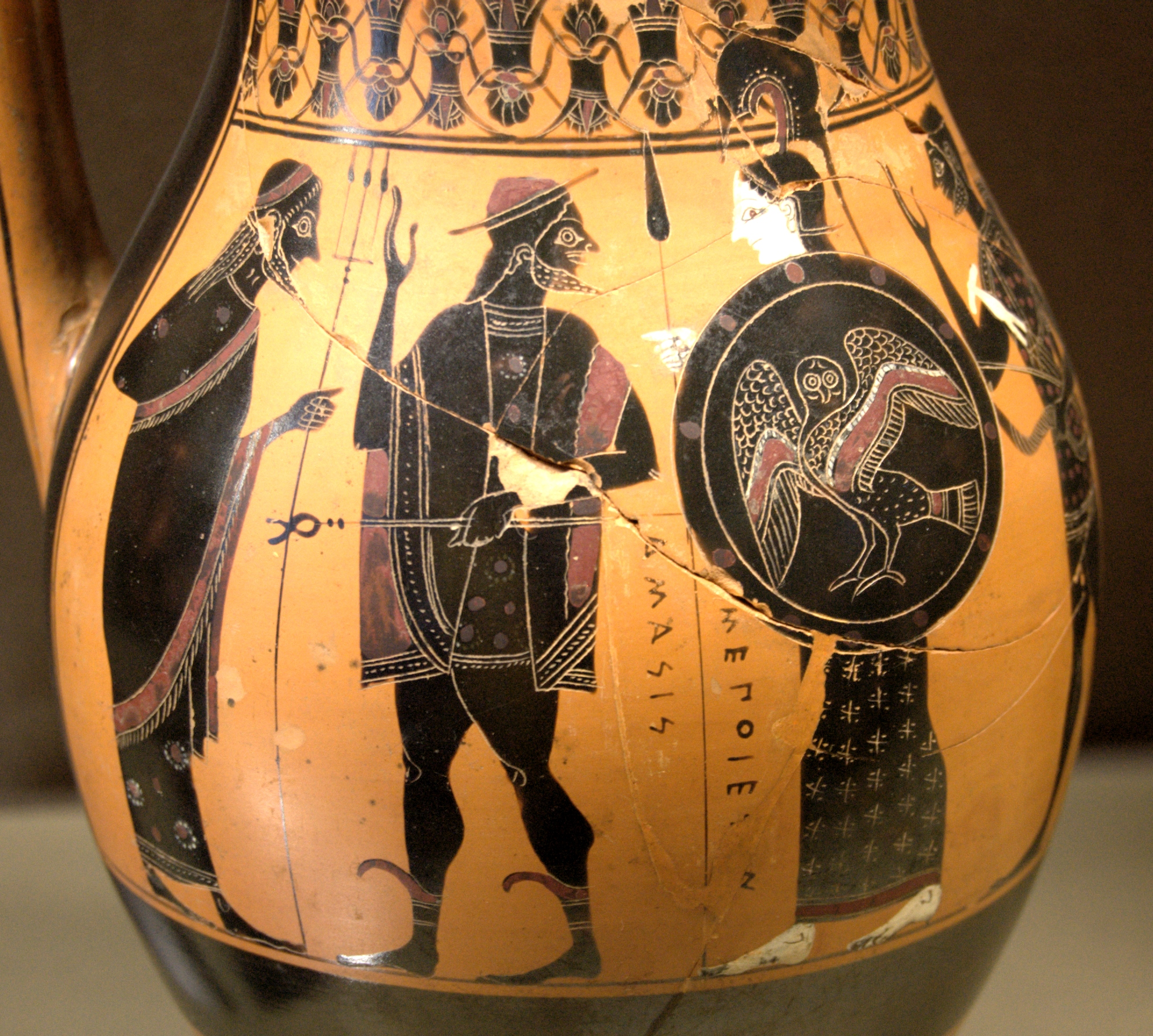
Malarz Amazisa: scena na naczyniu sygnowanym przez garncarza Amazisa

Malarz Amazisa – attycki malarz ceramiczny czynny w drugiej połowie VI wieku p.n.e., tworzący w stylu czarnofigurowym.
Jego umowne miano pochodzi od sygnatury garncarza Amazisa, umieszczonej na kilku udekorowanych przez niego wazach. Przypisuje mu się autorstwo co najmniej 90 do ok. 130 malowideł wazowych. Dekorował amfory, ojnochoe i lekyty. Jego styl charakteryzuje się precyzyjną kreską i klasycznym ujęciem przedstawianych postaci. Często sięgał po tematykę związaną z kultem dionizyjskim.